# Departamento Nueve de Julio (Chaco)
Das Departamento Nueve de Julio liegt im Westen der Provinz Chaco im Nordwesten Argentiniens und ist eine von 25 Verwaltungseinheiten der Provinz.
Es grenzt im Norden an das Departamento Almirante Brown, im Nordosten an das Departamento General Belgrano, im Osten an das Departamento O’Higgins, im Süden an das Departamento Chacabuco und im Westen an die Provinz Santiago del Estero.
Die Hauptstadt des Departamento Nueve de Julio ist Las Breñas. Sie liegt 235 Kilometer von der Provinzhauptstadt Resistencia und 1.130 Kilometer von Buenos Aires entfernt.

## Bevölkerung
Nach Schätzungen des INDEC stieg die Einwohnerzahl des Departamento von 26.955 Einwohnern (2001) auf 27.806 Einwohner im Jahre 2005.

## Städte und Gemeinden
Das Departamento Nueve de Julio besteht aus einer einzigen Gemeinde (Municipio):
- Las Breñas

Koordinaten: 27° 6′ S, 61° 6′ W